# سانچز یارا
سانچز یارا (انگلیسی: Sánchez Jara؛ زادهٔ ۱۶ سپتامبر ۱۹۶۹) بازیکن فوتبال اهل اسپانیا است.
از باشگاه‌هایی که در آن بازی کرده‌است می‌توان به باشگاه فوتبال رئال بتیس، باشگاه فوتبال اسپورتینگ خیخون، باشگاه فوتبال اوساسونا، و باشگاه فوتبال بارسلونا اشاره کرد.